# Just Tonight
«Just Tonight» —en español: «Sólo esta noche»— es el tercer sencillo de The Pretty Reckless de su álbum Light Me Up que fue estrenado el 23 de diciembre de 2010.

## Lanzamiento
La fecha de lanzamiento fue anunciada para el 9 de noviembre de 2010 antes de ser corrida al 13 de diciembre. La fecha se cambió otra vez al 27 de diciembre cuando se lanzó la descarga digital.
Just Tonight, más tarde se convirtió en el primer sencillo del álbum para ser lanzado en los Estados Unidos después que el lanzamiento se retrasara hasta febrero de 2011. El sencillo recibió críticas favorables, reflejado en el álbum que alcanzó el número cuatro en iTunes a partir del 18/04/2011.

## Recepción
Just Tonight recibió en su mayoría críticas positivas. Robert Copsey de Digital Spy le dio cuatro de cinco estrellas, aclarando que es «Una canción sobre estar atrapado en una relación floja no puede pisar cualquier nuevo terreno lírico, pero cuando está respaldado por una sólida melodía pop/rock, golpeando guitarras y una voz ahumada, el resultado es más gratificante que el primer trago de azul de una ronda WKD, compañero.»
Fraser McAlpine en el Chart Blog de BBC Radio 1 le dio a la canción cuatro estrellas, alabando las vocales de Taylor Momsen y describiendolá - a la canción - como una «reflexiva y dolorosa canción que juega limpio - de corazón a corazón - siendo lo mejor para éste».
El crítico OddOne del sitio web Unreality Shout, le dio a la canción 4.5 estrellas, diciendo que es «simplemente genial - no hay ganchos, la emoción, la reflexión de la letra; todo coronado con un estribillo monstruoso que lleva un montón de angustia adolescente dentro de ella». 
Rebbecca Nicholson de The Guardian sin embargo, fue crítica, describiéndola como «Evanescense haciendo una canción para la banda sonora de una escena emotiva de Grey's Anatomy».

## Presentaciones en vivo
En el Reino Unido, la banda tocó la canción en el Live Lounge de BBC Radio 1 y en Live from Studio Five. En Estados Unidos, la tocaron en Lopez Tonight.

## Video musical
El video fue dirigido por Meiert Avis, quien había dirigido anteriormente los videos de los sencillos «Make Me Wanna Die» y «Miss Nothing». La filmación de éste fue en el Kingsbridge Armory en The Bronx, Nueva York. Se estrenó en VEVO el 2 de noviembre de 2010. El video estuvo disponible como "Video musical Gratis de la Semana" en febrero en iTunes.

## Formato y lista de canciones
Descarga digital del Reino Unido
1. "Just Tonight" - 2:47
2. "Just Tonight" (Versión Acústica) - 3:04
3. "Just Tonight" (Video musical) - 3:03

## Posición en las listas
| Lista (2010)                             | Posición |
| ---------------------------------------- | -------- |
| UK Rock (The Official Charts Company)    | 9        |
| UK Singles (The Official Charts Company) | 163      |